# Potamyia renatae
Potamyia renatae är en nattsländeart som beskrevs av Malicky 1997. Potamyia renatae ingår i släktet Potamyia och familjen ryssjenattsländor. Inga underarter finns listade i Catalogue of Life.